# 멜린다 밤
멜린다 밤(Melinda Bam, 1989년 5월 14일 ~ )은 남아프리카 공화국의 미인 대회 우승자이다. 2011년 미스 남아프리카 공화국 우승자이며 미스 유니버스 2012에서 남아프리카 공화국 대표로 참가했다.